# Csehimindszent, Vas
Csehimindszent  este un sat în districtul Vasvár, județul Vas, Ungaria, având o populație de 370 de locuitori (2011). 

## Demografie
Componența etnică a satului Csehimindszent
     Maghiari (79,06%)
     Romi (20,04%)
     Germani (0,89%)
Componența confesională a satului Csehimindszent
     Romano-catolici (88,11%)
     Fără religie (3,51%)
     Reformați (2,43%)
     Necunoscută (5,95%)
Conform recensământului din 2011, satul Csehimindszent avea 370 de locuitori. Din punct de vedere etnic, majoritatea locuitorilor (79,06%) erau maghiari, cu o minoritate de romi (20,04%).  Din punct de vedere confesional, majoritatea locuitorilor (88,11%) erau romano-catolici, existând și minorități de persoane fără religie (3,51%) și reformați (2,43%). Pentru 5,95% din locuitori nu este cunoscută apartenența confesională.